# 福生村 (鳥取県)
福生村（ふくいけそん）は、鳥取県西伯郡にあった村。現在の米子市の一部にあたる。

## 地理
日野川の下流左岸に位置し、北は美保湾に面していた。

## 歴史
- 1889年（明治22年）10月1日、町村制の施行により、会見郡上福原村、皆生村が合併して村制施行し、福生村が発足[1][2]。旧村名を継承した上福原、皆生の2大字を編成[2]。
- 1896年（明治29年）4月1日、郡の統合により西伯郡に所属[2]。
- 1926年（大正15年）皆生郵便局開設[2]
- 1937年（昭和12年）姫路陸軍病院皆生臨時分院開設[2]
- 1938年（昭和13年）3月17日、米子市に編入され廃止[1][2]。編入後、米子市大字上福原・皆生となる[2]。

### 地名の由来
合併旧村名の各一文字を組み合わせたもの。

## 産業
- 農業、旅館[2]
- 皆生温泉[4]

## 交通

### 鉄道
- 1925年（大正14年）米子 - 皆生間に米子電車軌道の路線が開通[2]。

## 教育
- 1874年（明治7年）車尾小学校から独立し上福原村に上福原小学校開校[3]。1877年（明治10年）東福原小学校に合併[3]。1892年（明治25年）車尾小学校から独立し福生尋常小学校設立[3]。1935年（昭和10年）高等科女子部を併置し福生尋常高等小学校に改称[3]。